# 韋恩·威爾克斯
韋恩·威爾克斯（Wayne Alan Wilcox，1978年12月11日—）是美國的一位演員和歌手。他主要出演音樂劇和電影。威爾克斯畢業於波士頓大學。